# Prințul Louis Ferdinand al Prusiei (1772–1806)
Friedrich Ludwig Christian, cunoscut drept Louis Ferdinand (n. 18 noiembrie 1772 – d. 10 octombrie 1806), a fost prinț al Prusiei și soldat în războaiele napoleniene.

## Primii ani
Louis Ferdinand s-a născut la Schloß Friedrichsfelde în apropiere de Berlin. A fost al treilea fiu al Prințului Augustus Ferdinand al Prusiei și al Elisabetei Louise de Brandenburg-Schwedt. A fost nepotul regelui Frederic cel Mare. La naștere a primit numele de Friedrich Ludwig Christian.
Zvonurile vremii au sugerat că tatăl său biologic nu a fost Prințul Ferdinand ci administratorul mamei sale, Friedrich Wilhelm Carl Graf von Schmettau, sau ar fi putut fi Ducele  Karl Wilhelm Ferdinand de Brunswick-Wolfenbüttel. Totuși, mai degrabă acestea au fost doar "zvonuri și bârfe" și nu există nici o dovadă în acest sens.

## Cariera militară
A participat la Războaiele Revoluției Franceze și a fost rănit în timpul Atacului de la Mainz (1793). În 1806 el a fost unul dintre principalii adepți ai reluării războiului împotriva lui Napoleon și a Primului Imperiu francez, declanșând Războiul celei de-a Patra Coaliții.
A murit în timpul angajamentului de deschidere a războiului, în Bătălia de la Saalfeld. Louis Ferdinand a fost la comanda celor 8.300 de oameni care au avansat împotriva corpului V al mareșalului Jean Lannes în timp ce aceștia încercau să iasă din trecătorile Munților Pădurea Turingiei. În această luptă mareșalul a angajat o forță franceză mult mai mare (12.800 de oameni), condusă de Lannes însuși. Francezii au avut la picioare un sol mai mare în timp ce prusacii au avut în spate râul Saale, care făcea retragerea dificilă. Aflat în netă inferioritate numerică și în imposibilitatea de a rezista, Louis Ferdinand a fost ucis de intendentul Guindey al regimentului 10 de husari după ce a refuzat oferta de a se preda și l-a rănit pe sergentul francez. Ca lider proeminent al curții prusace, moartea sa a fost profund resimțită.

## Cariera muzicală

Prințul Louis Ferdinand von Preußen: Skizze zu op. 4

În afară de a fi militar, Louis Ferdinand a fost, de asemenea, un muzician talentat și compozitor. Johann Friedrich Reichardt, capelmaistru al lui Frederic al II-lea și Frederic Wilhelm al II-lea, l-a considerat un mare pianist. De timpuriu Louis Ferdinand a început să compună muzică, însă a fost recunoscut pentru activitățile sale de compoziție mai târziu. Lucrările sale timpurii au fost efectuate de către orchestra Prințului Henric, fratele lui Frederic al II-lea. Mai târziu, Prințul Louis Ferdinand a frecventat mai multe saloane din Berlin, unde a improvizat adesea la pian.
În cercul lui de cunoscuți au fost figuri ca: Schlegel, Wackenroder și Tieck, toți aceștia erau extrem de interesați de muzică. Ludwig van Beethoven i-a dedicat Prințului Concertul pentru pian nr. 3 ca semn de stimă pentru felul cum cânta la pian. De asemenea, L'art de varier a lui Anton Reicha a fost scrisă pentru el.
În 1842, Franz Liszt a scris Élégie sur des motifs du Prince Louis Ferdinand de Prusse, S. 168.

## Căsătorie și copii
În 1800 Louis-Ferdinand a fost abordat de ducesa de Courlande pentru a se căsători cu fiica ei cea mare, Wilhelmine, prințesă de Sagan.  În ciuda sprijinului prințesei Radziwill, sora lui Louis Ferdinand, regele Frederic Wilhelm al III-lea al Prusiei s-a opus căsătoriei în ciuda faptului că fata era bogată și o mare frumusețe însă nu avea sânge regal.
Mai târziu, Louis Ferdinand s-a căsătorit morganatic cu contesa Marie Adélaide de la Grange cu care a avut doi fii gemeni:
- Theodor Friedrich Klitsche (1799–1868), general de brigadă în regatul Neapolelui.[8] Fiica lui, Antonietta Klitsche de la Grange (1832-1912), a fost o scriitoare celebră.
- Wilhelm Klitsche (1799–1820), a murit după ce în 1815 a fost rănit de un soldat prusac.

El a avut și trei copii nelegitimi:
Cu Eberhardine Charlotte Justine von Schieben:
- Caroline Henriette Bentley (n. 1789, Berlin)

Cu Friederike Susanne Henriette Fromme:
- Heinrich Ludwig von Wildenbruch (n. 28 martie 1803, Berlin - d. 29 noiembrie 1874); s-a căsătorit prima dată la 9 august 1837 cu Ernestine von Langen (1805–1858); a doua oară s-a căsătorit la 26 aprilie 1860 cu Flora Nicolovius (1811-1879). Ea a fost fiica ministrului prusac Georg Heinrich Ludwig Nicolovius și a soției acestuia, Luise Maria Anna, născută Schlosser, fiica lui Johann Georg Schlosser și nepoata lui Goethe.
- Émilie Henriette Luise Blanca von Wildenbruch (n. 22 august 1804, Berlin - d. 20 aprilie 1887)